# Kostohryz
Kostohryz (ženská podoba Kostohryzová) je české příjmení. V Česku žilo k roku 2017 167 mužů a 158 žen s tímto příjmením. Nejvíce se jich nachází v Písku a jeho okolí (35) a v Praze (31).
Je složeno ze slov „kost“ a „hryzati“ pravděpodobně kvůli tomu že maso dříve bývalo výsadou spíše bohatších lidí, člověk s tímto příjmením tak mohl být například movitější sedlák.
Známí lidé s tímto příjmením:
- Antonín Kostohryz (1913–1977) – středoškolský pedagog a literární kritik
- Jan Kostohryz (1911–1978) – letec, poslední válečný velitel 311. bombardovací perutě RAF, DSO
- Josef Kostohryz (1907–1987) – spisovatel a překladatel
- Marie Kostohryzová (1931–2018) – spisovatelka, ilustrátorka, etnografka
- Milan Kostohryz (1911–1998) – klarinetista a hudební pedagog
- Petr Kostohryz (* 1972) – humanitární pracovník
- Václav Kostohryz (* 1967) – brněnský sochař a grafik